# ستافان دي ميستورا
ستافان دي ميستورا (من مواليد 25 يناير 1947) هو دبلوماسي إيطالي سويدي، ومسؤول في الأمم المتحدة وعضو سابق في الحكومة الإيطالية.
عين وكيلًا لوزير الدولة للشؤون الخارجية بعد 40 عامًا من العمل في مختلف وكالات الأمم المتحدة، وبعد ذلك أصبح نائبًا لوزير الخارجية في الحكومة الإيطالية برئاسة ماريو مونتي. وفي عام 2013، كان مدير العمليات في مؤسسة فيلا سان ميشيل في أناكابري. ومن 2014 إلى 2019 كان مبعوث الأمم المتحدة الخاص إلى سوريا خلفًا للأخضر إبراهيمي، أعلن في 17 أكتوبر 2018 أنه سيستقيل من هذا المنصب نهاية شهر نوفمبر من ذات العام. وعين الأمين العام للأمم المتحدة أنطونيو غوتيريش النرويجي غير بيدرسون خلفاً له.
شملت مناصب دي ميستورا السابقة في الأمم المتحدة منصب الممثل الخاص للأمين العام في العراق (2007-2009) وأفغانستان (2010-2011)، والممثل الشخصي للأمين العام لجنوب لبنان (2001-2004)، ومدير مكتب الأمم المتحدة لشؤون اللاجئين، ومدير مركز الأمم المتحدة للإعلام في روما (2000-2001). وبسبب طبيعة عمله فقد سافر إلى العديد من المناطق الأكثر اضطرابًا في العالم بما في ذلك أفغانستان والعراق ورواندا والصومال والسودان ويوغوسلافيا السابقة.
منذ سبتمبر 2019، يعمل ستافان دي ميستورا أستاذًا مشاركًا في كلية العلوم السياسية بباريس للشؤون الدولية وهو زميل زائر متميز في معهد جاكسون للشؤون العالمية بجامعة ييل. عين في 6 أكتوبر 2021 كمبعوث خاص في منطقة الصحراء الغربية.

## الحياة الشخصية
مواطن مزدوج من إيطاليا والسويد ودي ميستورا يحمل لقب مركيز ويتحدث السويدية والإيطالية والإنجليزية والفرنسية والألمانية والإسبانية والعربية (العامية). دي ميستورا لديه ابنتان.

## مبعوث خاص في الصحراء الغربية (المينورسو)
في يوم الأربعاء 6 أكتوبر 2021، عينت الأمم المتحدة ستافان دي ميستورا مبعوثا خاصا في الصحراء الغربية،  وهي منطقة متنازع عليها بين المغرب وجبهة البوليساريو. بعد إقتراح 12 اسم كمرشح من طرف الأمم المتحدة تم إقتراح في شهر ماي مرشح 13 ستافان دي ميستورا كمبعوث أممي في الصحراء الغربية فقبلت جبهة البوليساريو وتم رفض هذا المبعوت من طرف المغرب، وتحت ضغوط أمريكية قبل المغرب ويتراجع عن قراره.
 الأمم المتحدة: الأمين العام يعين الإيطالي ستافان دي ميستورا مبعوثا شخصيا للصحراء الغربية:
أعلن الأمين العام للأمم المتحدة أنطونيو غوتيريش ، اليوم، عن تعيين الإيطالي ستيفان دي ميستورا مبعوثًا شخصيًا له للصحراء الغربية.
يخلف المبعوث الشخصي الجديد هورست كوهلر من ألمانيا ، الذي أكمل مهمته في 22 مايو 2019 والذي يشعر الأمين العام بالامتنان لجهوده الحثيثة والمكثفة التي أرست الأساس لزخم جديد في العملية السياسية في الصحراء الغربية.
وسيبذل السيد دي ميستورا مساعيه الحميدة نيابة عن الأمين العام. وسيعمل مع جميع المحاورين المعنيين، بما في ذلك الأطراف والبلدان المجاورة وأصحاب المصلحة الآخرين، مسترشدًا بقرار مجلس الأمن 2548 (2020) والقرارات الأخرى ذات الصلة.
يتمتع السيد دي ميستورا بخبرة تزيد عن 40 عامًا في الدبلوماسية والشؤون السياسية. خلال مسيرته المهنية مع الأمم المتحدة ، شغل منصب المبعوث الخاص للأمين العام لسوريا ، حيث قدم المساعي الحميدة التي تهدف إلى تعزيز حل سلمي للأزمة السورية. وتشمل التعيينات السابقة الممثل الخاص للأمين العام لأفغانستان والعراق ، والممثل الشخصي للأمين العام لجنوب لبنان ومدير مركز الأمم المتحدة للإعلام في روما. كما عمل في المنظمة في مناصب مختلفة في الصومال والسودان وإثيوبيا وفييت نام وجمهورية لاو الديمقراطية الشعبية، من بين آخرين.
بالإضافة إلى خدمته مع الأمم المتحدة ، تم تعيينه وكيلا لوزارة الخارجية للشؤون الخارجية وبعد ذلك نائب وزير الخارجية في إيطاليا.

يتحدث السيد دي ميستورا الإنجليزية والفرنسية والألمانية والإيطالية والإسبانية والسويدية ، بالإضافة إلى اللغة العربية (العامية).
 المغرب يوافق على دي ميستورا مبعوثا أمميا للصحراء الغربية:
أكد السفير المغربي لدى الأمم المتحدة أن المملكة المغربية وافقت على تعيين الدبلوماسي الإيطالي السويدي ستافان دي ميستورا مبعوثا خاص للأمم المتحدة للصحراء الغربية، وقد تم بطبيعة الحال التشاور مع المغرب مسبقا بشأن هذا التعيين، وقد أبلغت المملكة المغربية السيد أنطونيو غوتيريش موافقتها. وسيتم الإعلان عن تسمية دي ميستورا في الأيام القادمة بعد الحصول على موفقة مجلس الأمن الدولي 
 الولايات المتحدة ترحب بتعيين ستافان دي ميستورا:
ترحب الولايات المتحدة بحرارة بتعيين ستافان دي ميستورا مبعوثا خاصا جديدا للأمين العام للأمم المتحدة للصحراء الغربية. يحمل المبعوث الخاص دي ميستورا إلى هذا المنصب المهم خبرة كبيرة، ولا سيما في مجال مواجهة التحديات في العراق ولبنان وسوريا، وسنعمل بنشاط على دعم جهوده الرامية إلى تعزيز مستقبل سلمي ومزدهر لشعب الصحراء الغربية والمنطقة. نحن نؤيد بقوة قيادة المبعوث الخاص دي ميستورا لاستئناف العملية السياسية التي تقودها الأمم المتحدة بغرض التوصل إلى حل دائم وجليل للصراع في الصحراء الغربية. 
تعليق جبهة البوليساريو على تعيين دي ميستورا:
لقد أخذت جبهة البوليساريو علماً بتعيين الأمين العام للأمم المتحدة للسيد ستيفان دي ميستورا كمبعوث شخصي جديد له للصحراء الغربية.
وتذكر جبهة البوليساريو بأن تعيين المبعوث الشخصي الجديد للأمين العام للصحراء الغربية يأتي في وقت شهدت فيه عملية السلام التي تقوم بها الأمم المتحدة في الصحراء الغربية، منذ 6 سبتمبر 1991 إلى غاية 13 نوفمبر 2020، تطورات بالغة الخطورة بسبب تقويض دولة الاحتلال المغربية لولاية بعثة الأمم المتحدة للاستفتاء في الصحراء الغربية (المينورسو)، كما هي محددة في قرار مجلس الأمن 690 (1991) والقرارات ذات الصلة، ونسفها لوقف إطلاق النار وإعلانه للحرب من جديد على الشعب الصحراوي.
كما أن وقف إطلاق النار للعام 1991 قد تم نسفه تماماً على مرأى ومسمع من المينورسو بسبب قيام دولة الاحتلال المغربية بعملها العدواني على الأراضي الصحراوية المحررة في 13 نوفمبر 2020، والذي لا يزال مستمراً في ظل الصمت المطبق لمجلس الأمن والأمانة العامة للأمم المتحدة. إن جبهة البوليساريو، التي أظهرت من خلال أفعال ملموسة التزامها الحقيقي بالحل السلمي والدائم لمسألة إنهاء الاستعمار من الصحراء الغربية، تؤكد من جديد أنه لن يكون من الممكن قيام أي عملية سلام حقيقية وذات مصداقية وقابلة للاستمرار وتخدم السلم والأمن والاستقرار في المنطقة ما دامت دولة الاحتلال المغربية مستمرة، ومع الإفلات التام من العقاب، في أعمالها غير القانونية ومحاولاتها فرض الأمر الواقع الاستعماري بالقوة في المناطق المحتلة من الصحراء الغربية.
ولذلك فإن جبهة البوليساريو تؤكد مرة أخرى أن السبيل الوحيد للمضي قدماً في سبيل التوصل إلى حل سلمي وعادل ودائم لمسألة إنهاء الاستعمار من الصحراء الغربية هو تمكين الشعب الصحراوي من ممارسة حقه غير القابل للتصرف وغير القابل للمساومة في تقرير المصير والاستقلال بحرية وديمقراطية وفقاً لمبادئ الشرعية الدولية ولقرارات الأمم المتحدة والاتحاد الأفريقي ذات الصلة.

وفي هذا الصدد، تتطلع جبهة البوليساريو إلى التواصل مع المبعوث الشخصي الجديد للأمين العام للأمم المتحدة للصحراء الغربية بشأن الكيفية التي يعتزم بها المضي قدماً في إطار أداء مهمته بغية تمكين شعب الصحراء الغربية من ممارسة حقه المشروع وغير القابل للتصرف في تقرير المصير والاستقلال  
 الجزائر تعلن دعمها لجهود دي ميستورا:
رحبت الجزائر بقرار الأمم المتحدة تعيين ستيفان دي ميستورا مبعوثا خاصا لأمينها العام إلى الصحراء الغربية، ووجهت انتقادات جديدة إلى المغرب على خلفية هذا النزاع.
 الاتحاد الأوروبي: بيان المتحدث الرسمي بشأن تعيين المبعوث الشخصي الجديد للأمين العام للأمم المتحدة للصحراء الغربية
يهنئ الاتحاد الأوروبي ستيفان دي ميستورا على تعيينه مبعوثًا شخصيًا جديدًا للأمين العام للأمم المتحدة للصحراء الغربية.
نحن على ثقة من أن دي ميستورا، بصفته دبلوماسيًا بارزًا يتمتع بخبرة طويلة في المنطقة وفي المفاوضات الدولية، سيساهم في إعطاء دفعة جديدة للعملية التي تقودها الأمم المتحدة بشأن الصحراء الغربية.

يتطلع الاتحاد الأوروبي إلى المشاركة مع المبعوث الشخصي الجديد في جهوده لإعادة إطلاق المفاوضات من أجل التوصل إلى حل سياسي عادل ودائم ومقبول من الطرفين. كما نشجع جميع الأطراف على الانخراط في بحث تعاوني لإيجاد حل وفقا لقرارات مجلس الأمن ومبادئ ومقاصد ميثاق الأمم المتحدة.